# Бондарное (Донецкая область)
Бондарное (укр. Бондарне) — село Соледарской городской общине Бахмутского района Донецкой области Украины.
Код КОАТУУ — 1420981002. Население по переписи 2001 года составляет 43 человека. Почтовый индекс — 84530. Телефонный код — 6274.